# Петтер Ларсен
Петтер Ларсен (норв. Petter Larsen, 6 грудня 1890 — 13 вересня 1946) — норвезький яхтсмен.
Олімпійський чемпіон 1912 року в класі 12 метрів.